# Большая пестрогрудка
Большая пестрогрудка (лат. Bradypterus grandis) — вид воробьиных птиц из семейства сверчковых. Подвидов не выделяют.

## Распространение
Обитают в Африке южнее Сахары на территории Камеруна, ЦАР и Габона.
Живут в густых болотах, где растут растения вида Rhynchospora corymbosa. Осушение болот представляет собой потенциальную угрозу для этого вида.

## Описание
Длина тела до 19 см. У этих относительно крупных певчих птиц длинный и широкий хвост ржаво-коричневого цвета. Птица преимущественно коричневая. Оперение пятнисто-серо-коричневого цвета на шее и верхней части груди.

### Вокализация
Обычно птицы данного вида только тихонько щебечут. Во время брачного сезона они издают более сильные прерывистые крики. Ухаживание поддерживается мощными взмахами крыльев.